# Philipp Karner
Philipp Karner (ur. 15 lipca 1979 w Wiedniu) – amerykański aktor telewizyjny i filmowy urodzony w Austrii, także reżyser, producent filmowy i scenarzysta.

## Życiorys

### Kariera
Urodził się w Wiedniu. Po ukończeniu szkoły kulinarnej w rodzinnym Wiedniu i po odbyciu dziewięciu miesięcy zasadniczej służby wojskowej, przeniósł się do Nowego Jorku, aby zostać aktorem.
Spędził sześć kolejnych lat w Nowym Jorku. Uczął się aktorstwa i pojawiał w kilku off-broadwayowskich produkcjach. Swoją karierę filmową rozpoczął od gościnnych występów w serialach telewizyjnych, m.in. Seks w wielkim mieście (Sex and the City, 1999) jako sprzedawca garniturów, Rodzina Soprano (The Sopranos, 2000) jako telemarketer, Will & Grace (2001) jako ekscentryczny gej kochanek czy CSI: Kryminalne zagadki Miami (CSI: Miami, 2004) w roli psychopatycznego seryjnego mordercy z talentem do wynalazczych zabójstw.
Następnie zyskał uznanie w drugim sezonie reality HBO Project Greenlight jako jeden z oddanych członków pechowej Bitwy Shaker Heights. W komedii romantycznej Przed ołtarzem (Kiss the Bride, 2007) zagrał postać młodego geja, który dowiaduje się, że jego były kochanek jest na zakręcie małżeństwa z kobietą.
Następnie wyreżyserował dwa spektakle teatralne - Zatrzymać pocałunek (Stop Kiss) i Dolores, które były bardzo dobrze przyjęte. Wiele lat później wraz ze swoim wspólnikiem Scotty Crowe w Nowym Jorku wyprodukował film Diving Normal (2013), prezentowany na różnych festiwalach w USA.
Philipp Karner także pisze scenariusze i reżyseruje.

## Filmografia

### Filmy fabularne
- 2001: The Wind jako Billy
- 2003: The Battle of Shaker Heights jako Maurice / niemiecki żołnierz
- 2005: Race You to the Bottom jako Eric
- 2007: Przed ołtarzem (Kiss the Bride) jako Matt
- 2007: Korozja (Corrosion) jako Jay
- 2010: Uczciwa gra jako Walter

### Seriale TV
- 1991: Dynastia Straussów (Strauss Dynasty) jako Młody Johann Strauss
- 1999: Seks w wielkim mieście (serial telewizyjny) (Sex and the City) jako sprzedawca
- 2000: Rodzina Soprano (The Sopranos) jako gość
- 2001: Will & Grace jako Rocco
- 2002: Arli$$ jako Brandon
- 2003: Nowojorscy gliniarze (NYPD Blue) jako Tyler
- 2003: Siostrzyczki (serial telewizyjny) (What I Like About You) jako Cal
- 2003: Bez śladu (Without a Trace) jako Rick Highland
- 2004: Everwood jako Josh Walker
- 2004: CSI: Kryminalne zagadki Miami (CSI: Miami) jako Adam Kalmenson
- 2005: Czarodziejki (Charmed) jako Bob
- 2006: The Jake Effect jako tenisista
- 2011: Castle (serial telewizyjny) jako Jack Sinclair
- 2014: Kochanki (Mistresses) jako Sean